# Герб Красноборского района
Герб муниципального образования «Краснобо́рского муниципальный район» Архангельской области Российской Федерации.
Герб Красноборского района утверждён в мае 2011 года решением 14-й сессии Собрания депутатов муниципального образования «Красноборский муниципальный район».

## Описание герба
«В рассечённом червлёном и серебряном поле на узкой оконечности — две сосны, всё переменных цветов».

## История и обоснование символики герба
Впервые вопрос о создании герба Красноборского района возник в 2004 году, а период создания новой региональной символики Архангельской области. Дебаты о необходимости создания герба района протекали более семи лет.
В 2009 году администрация района создала комиссию по разработке герба, которая в свою очередь обратилась в Геральдический совет при Президенте Российской Федерации с просьбой о создании герба района.
В ноябре 2010 года Геральдический совет предложил два варианта герба района, созданных на основе исторического герба города Красноборска (ныне село), который был утверждён императрицей Екатериной Великой 2 октября 1781 года вместе с другими городами Вологодского наместничества и имел следующее описание:

"Двѣ краснаго цвѣта сосны, въ серебряномъ полѣ. В верхней части щита — Герб Вологды: «В красномъ полѣ щита видна выходящая из облака рука, держащая золотую державу с серебрянымъ мечемъ».

В мае 2011 года на 14 сессии Совета депутатов герб Красноборского района был утверждён.
Герб Красноборского района подлежит внесению в Государственный геральдический регистр Российской Федерации.